# Radar Island
Pour les articles homonymes, voir Radar (homonymie).
Radar Island est une île inhabitée dans le territoire fédéral du Nunavut, près de la côte du Québec sur l'est de la Baie d'Hudson. Elle fait partie des îles Belcher et son altitude moyenne est de 2 mètres.